# XXIII edició dels Premis Ariel
La XXIII edició dels Premis Ariel, organitzada per l'Acadèmia Mexicana d'Arts i Ciències Cinematogràfiques (AMACC), es va celebrar el 1981 a Ciutat de Mèxic per celebrar el millor del cinema durant l'any anterior. Durant la cerimònia, l’AMACC va lliurar el premi Ariel a 17 categories en honor de les pel·lícules estrenades el 1980.

## Premis i nominacions
Nota: Els guanyadors estan llistats primer i destacats en negreta. ⭐
| Millor pel·lícula - Las grandes aguas ⭐ - Morir de madrugada | Millor direcció - Servando González – Las grandes aguas ⭐ - Marcela Fernández Violante – Misterio - Julián Pastor – Morir de madrugada            |
| Millor actor - Juan Ferrara – Misterio ⭐ - Carlos Riquelme – En la tormenta - Eric del Castillo – Las grandes aguas | Millor actriu - Helena Rojo – Misterio ⭐ - Tina Romero – Las grandes aguas - Marisa Meli – Fabricantes de pánico                                  |
| Millor coactuació masculina - Víctor Junco – Misterio ⭐ - Jorge Luke – Morir de Madrugada - Manuel Ojeda – ¡Que viva Tepito! | Millor coactuació femenina - Beatriz Sheridan – Misterio ⭐ - Rebeca Silva – ¡Que viva Tepito! - Leonor Llausás – ¡Que viva Tepito!                |
| Millor argument original - Vicente Leñero – Misterio ⭐ - Fernando Galiana – Morir de madrugada - Sergio Moncada, René Cardona Jr. – Fabricantes de pánico                                                                           | Millor guió adaptat - Vicente Leñero – Misterio ⭐ - Vicente Leñero – Las grandes aguas - Fernando Galiana – Morir de madrugada                    |
| Millor fotografia - Daniel López – Las grandes aguas ⭐ - Daniel López – Misterio - Xavier Cruz Ruvalcaba – Morir de madrugada | Millor edició - Jorge Bustos – Misterio ⭐ - Alfredo Rosas Priego – Fabricantes de pánico - Gloria Schoemann – Las grandes aguas                   |
| Millor escenografia - Xavier Rodríguez – Misterio ⭐ - Xavier Rodríguez – Las grandes aguas - Alberto Ladrón de Guevara – Las mujeres de Jeremías                                                                                    | Millor banda sonora - - Leonardo Velázquez – Morir de madrugada - Gustavo César Carrión – Las grandes aguas - Leonardo Velázquez – Misterio        |
| Millor opera prima - No concedit | Millor ambientació - Fernando Vallejo – En la tormenta ⭐ - Rafael Suárez – Misterio - Carlos Grandjean – Morir de madrugada                       |
| Millor curtmetratge - Francisco Chavez, Jaime Carrasco Zanini, Jesús Sánchez, Luis Lupone – La migala ⭐ - Lillian Lieberman – Espontánea belleza - Marisa Sistach – ¿Y si Platicamos de Agosto?                                     | Millor curtmetratge documental - Jorge Fons – Así es Vietnam ⭐ - Carlos Mendoza, Carlos Cruz – Chapopote - Nicolás Echevarría – Poetas campesinos |
| Millor curtmetratge educatiu - Demetrio Bilbatua, Fernando Martínez – Valle sagrado de Urubamba ⭐ - Marco Julio Linares, Jaime Kuri Aiza – Estofados de la nueva España - Demetrio Bilbatua, Fernando Martínez – Sinfonía de México | Premi especial - Alfredo Joskowicz Constelaciones ⭐ - Douglas Pedro Sánchez Cualquier cosa ⭐                                                     |